# Josef Reichl (Schriftsteller)

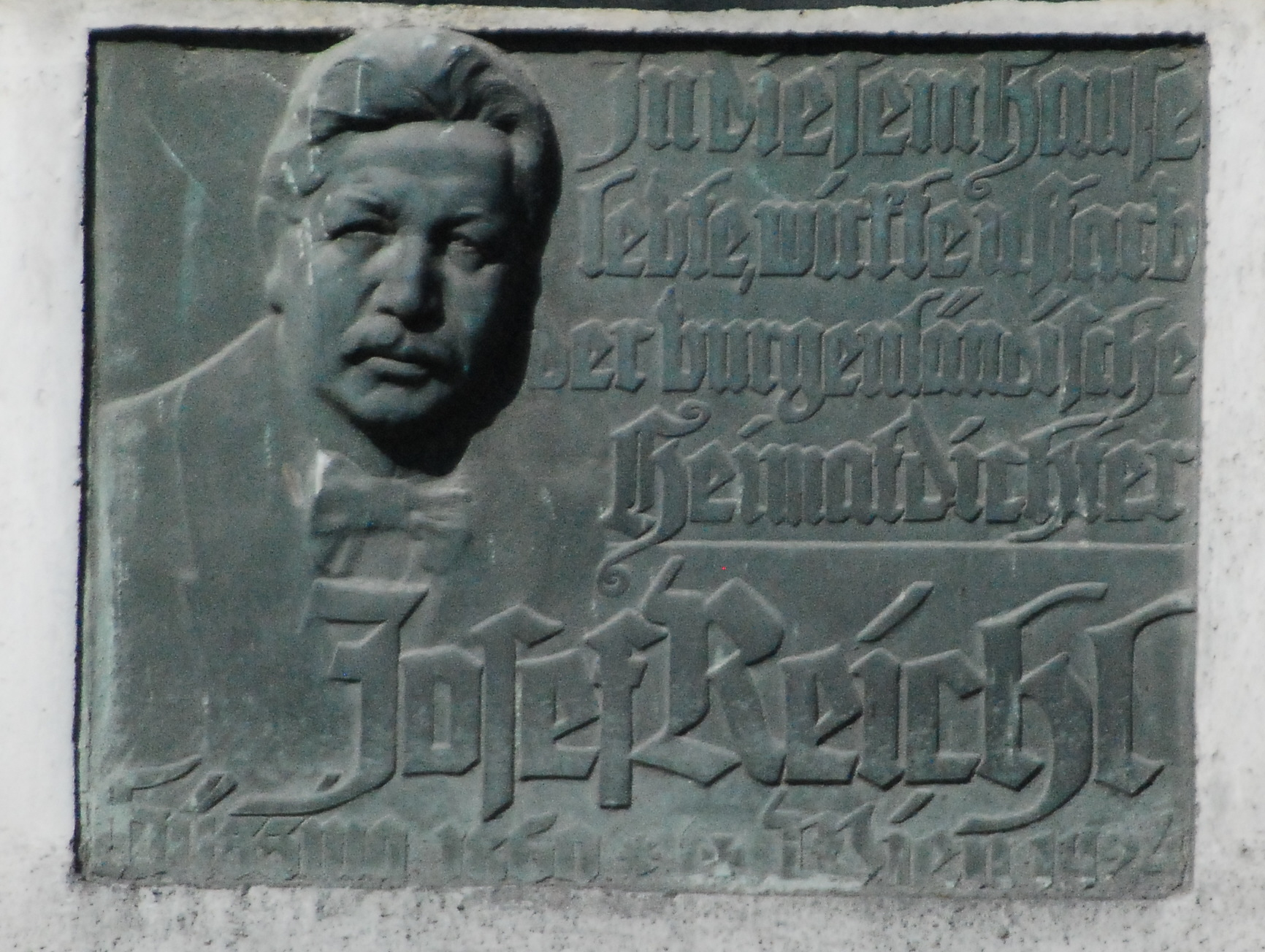
Gedenktafel für Josef Reichl in Wien

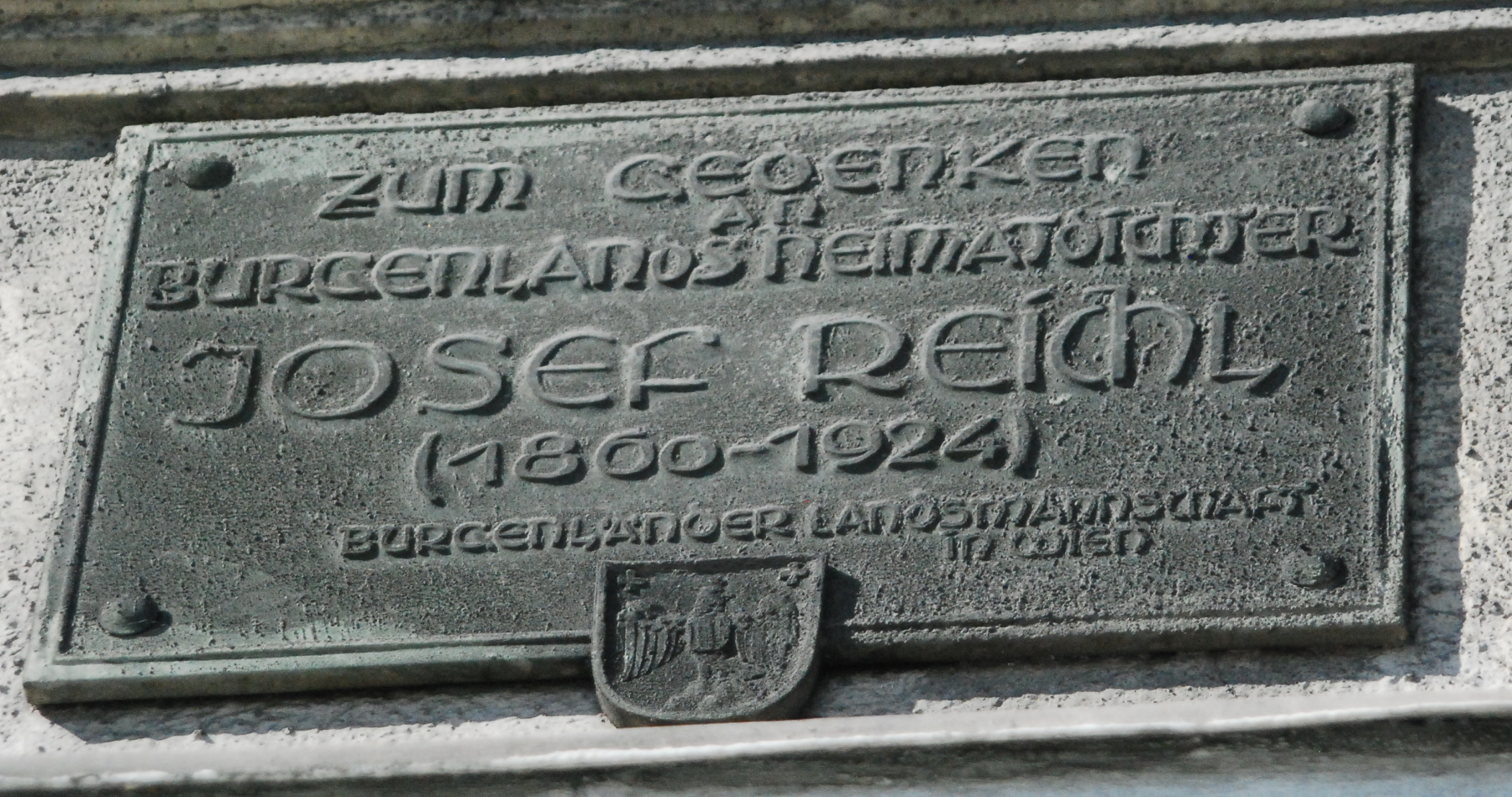
Gedenktafel für Josef Reichl in Wien

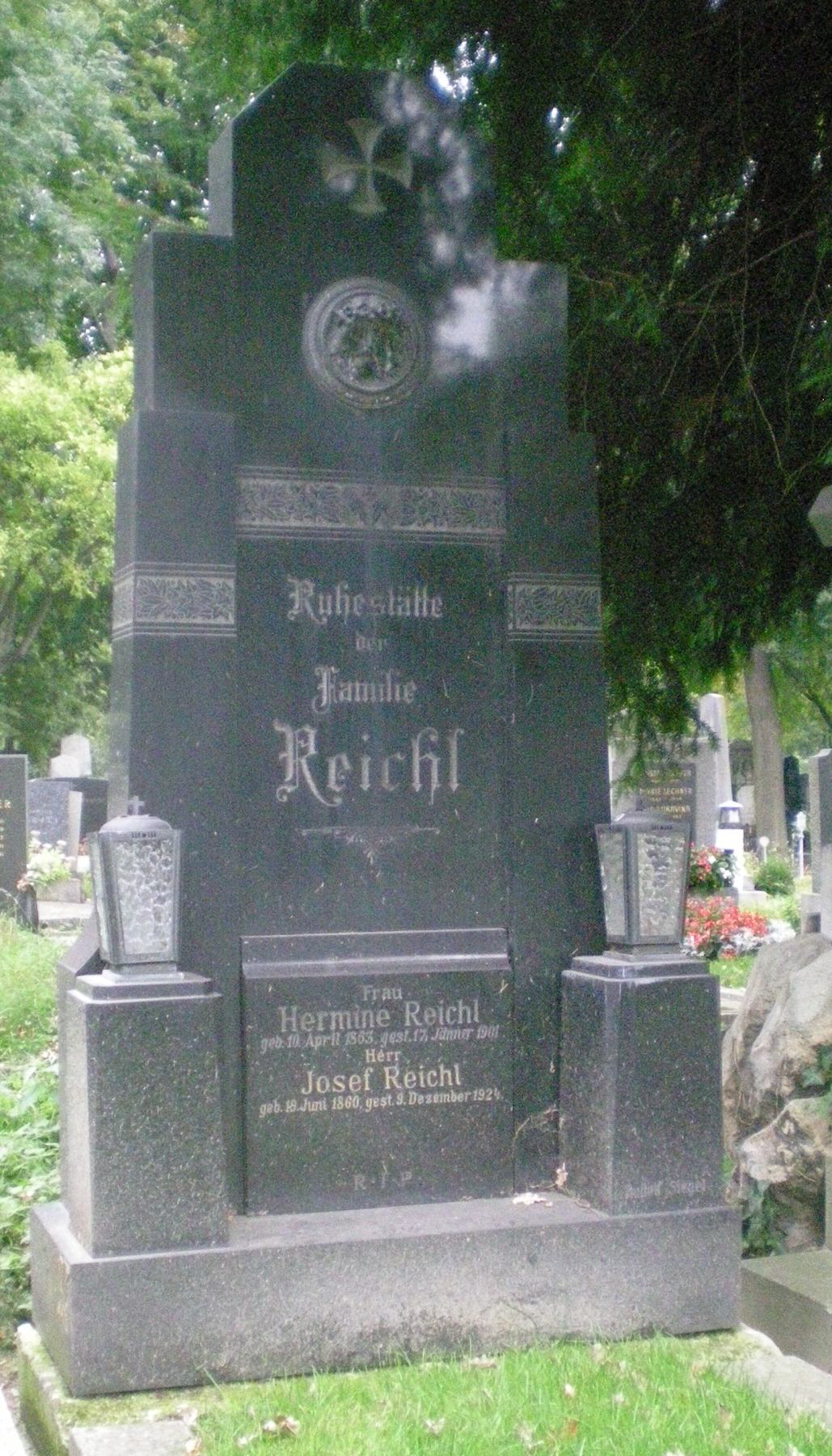
Grab von Josef Reichl und seiner Familie

Josef Reichl (* 19. Juni 1860 in Krottendorf bei Güssing; † 9. Dezember 1924 in Wien) war österreichischer Dialektautor und Heimatdichter.

## Leben
Josef Reichl war der dritte Sohn von Peter Reichl und Anna Plank. Nachdem der zweite Sohn (Josef) früh verstorben war, wurde der 1860 geborene ebenfalls auf den Namen Josef getauft. Die Familie übersiedelte zunächst von Krottendorf zunächst nach Langzeil und kurze Zeit später nach Neumarkt an der Raab. Die Schule besuchte er in Sankt Martin an der Raab.
Wegen der wirtschaftlichen Lage der Familie war es ihm nicht möglich, zu studieren und Priester zu werden. In Szentgotthárd erlernte er schließlich das Hutmacherhandwerk. Später trat er in den ungarischen Finanzdienst ein, schied aber wegen mangelnder Kenntnis der ungarischen Sprache nach 1886 wieder aus und ging auf die Walz. Dabei kam er nach Deutschland, Frankreich und Belgien. Während dieser Zeit bemühte er sich außerdem, Bildungslücken zu schließen. Für kurze Zeit kehrte er nach Neumarkt an der Raab zurück, doch nach dem Tod seines Vaters zog er nach Wien, wo er als Hutmacher arbeitete.
1888 lernte er den damaligen Lehramtskandidaten Alois Herdegen kennen, der das dichterische Talent von Josef Reichl erkannte und förderte. Gemeinsam mit zwei weiteren Freunden Herdegens (Gärrner und Straßer) gaben sie zwei Jahre lang die handgeschriebene belletristische Zeitschrift „Kleeblattnachrichten“ heraus.
1892 trat Josef Reichl aus dem Geschäft des Vaters seines Freundes Gärrner aus und war daraufhin einige Zeit arbeitslos, bis er Leiter einer Filiale der Firma Bellerin in der Gumpendorfer Straße in Mariahilf wurde. Später wurde ihm diese Filiale zum Kauf angeboten und er machte sich selbständig.
Er trat der von seinem Freund Herdegen gegründeten literarischen Gesellschaft „Mehr Licht“ bei. Außerdem nahm er Grammatikunterricht und besuchte einen Vortragskurs der Schauspielerin Auguste Wilbrandt-Baudius.
1897 heiratete Josef Reichl und wurde Vater eines Sohnes. Nach dem frühen Tod seiner Frau heiratete er 1903 die Schwester seiner verstorbenen Ehefrau.
Als Dichter hatte er zunehmenden Erfolg, seine Gedichte wurden von verschiedenen Zeitschriften wie „Die  Jugend“ oder „Meggendorfer-Blätter“ angenommen und veröffentlicht.
1918 veröffentlichte Josef Reichl mit „Hinta Pfluag und Aarn“ seine erste mundartliche Gedichtsammlung, die ein großer Erfolg wurde. 1921 folgte mit „Va Gmüat za Gmüat“ der nächste Gedichtband. „Landflucht und Hoamweh“ mit Gedichten und Prosaerzählungen war die letzte Veröffentlichung von Josef Reichl.
Einige seiner Gedichte wurden – unter anderem von Camillo Horn – vertont und wenige Tage vor seinem Tod wurde das Drama „Laondflucht“ im Thaliatheater erfolgreich uraufgeführt.
Die geplante Beisetzung von Josef Reichl, der an einem Herzleiden verstorben war, in der Pfarrkirche von Sankt Martin an der Raab kam nicht zustande. Er wurde am 12. Dezember 1924 auf dem Wiener Zentralfriedhof beerdigt.
Ein großes Anliegen war ihm die Befreiung seiner deutschen Landsleute von der Magyarisierungspolitik der Ungarn und so wurde er Mitglied des „Verein zur Erhaltung des Deutschtums in Ungarn“.
Zu Reichls Kindern gehörte der Freimaurer bzw. Freimaurer-Gegner Kurt Reichl.

## Würdigungen
- Josef-Reichl-Straße in Güssing mit Gedenktafel
- Josef-Reichl-Gasse in Eisenstadt
- Josef-Reichl-Gasse in Neusiedl am See
- Josef-Reichl-Museum in der Alten Hofmühle in Güssing
- Am 6. Mai 1969 wurde im zuständigen Gemeinderatsausschuss die Josef-Reichl-Gasse im 12. Wiener Gemeindebezirk Meidling nach Josef Reichl benannt.[1]
- An seinem langjährigen Wohnhaus in Wien 15, Mariahilfer Gürtel 1 wurden zwei Gedenktafeln angebracht.
- Die Volksschule in St. Martin an der Raab, die Reichl einst besuchte, heißt heute Josef-Reichl-Naturparkschule.

## Publikationen
- Va Gmüat za Gmüat. Gedichte aus d. Raabtal in heinzischer Mundart. Verlag Gerlach & Wiedling, Wien 1921.
- Vamischts! Reime und Prosa. Verlag der Zeitschrift <Deutsches Vaterland>, Wien 1923.
- Heimat im Herzen. Josef Reichl – Eine Auswahl aus seinen Werken. Volksbildungswerk für das Burgenland (Hrsg.), Burgenlandbücher – Band 2, Burgenländische Verlagsanstalt Sexl, Eisenstadt 1949.
- Hinta Pfluag und Aarn. Gedichte aus dem Raabtal in heanzerischer Mundart. Werke von Josef Reichl – Band 1, Burgenländische Bibliothek, Edition Roetzer, Eisenstadt 1981, ISBN 3-85374-077-4.
- Hulzschnitt. Dorfgeschichten in heinz. Mundart. Werke von Josef Reichl – Band 2, Burgenländische Bibliothek, Edition Roetzer, Eisenstadt 1981, ISBN 3-85374-078-2.
- Landflucht und Hoamweh. Heinzische Mundart. Werke von Josef Reichl – Band 3, Burgenländische Bibliothek, Edition Roetzer, Eisenstadt 1981, ISBN 3-85374-079-0.